# Об'єднання Українських Організацій Америки
Об'єднання Українських Організацій Америки — суспільно-політична організація українців, створена в жовтні 1922 року на Народному з'їзді у Філадельфії (США) з метою проведення заходів до визнання української державності, надання матеріальної допомоги розвиткові українського життя на рідних землях й об'єднання української еміграції. Об'єднання широко інформувало громадськість про українську справу, збирало кошти для допомоги народу України, видавало книжки про Україну англійською мовою. Протягом 1923—1938 років організувало 7 конгресів американських українців. Головами об'єднання в різні часи були: Л. Левицький, В. Сполітакевич, О. Рев'юк, М. Мурашко, секретарем з 1924 був Л. Мишуга. Перестало існувати 1941 року після створення Українського конгресового комітету Америки, який перебрав на себе його функції.